# Wilhelm Baumgarten (Politiker, 1828)
Wilhelm Baumgarten (* 19. März 1828 in Wenzen; † 3. Oktober 1903 in Braunschweig) war ein deutscher Jurist und Mitglied des Deutschen Reichstags.

## Leben
Baumgarten besuchte das Progymnasium in Einbeck und das Gymnasium in Wolfenbüttel. Ab 1847 studierte er Rechtswissenschaften an der Universität Göttingen und absolvierte 1851 die erste und 1855 die zweite juristische Staatsprüfung. Er trat in den Justizdienst und wurde 1855 Gerichtssekretär in Wolfenbüttel, 1861 Assessor beim Herzoglichen Amtsgericht Hasselfelde im Harz und 1872 Kreisrichter in Holzminden und 1877 Kreisrichter in Braunschweig. Dort wurde er 1879 zum Landgerichtsrat und 1883 zum Landgerichtsdirektor ernannt. In Hasselfelde war er Vorsitzender der Stadtverordneten-Versammlung und unbesoldetes Mitglied des Stadtmagistrats, in Holzminden zum Mitglied der Stadtverordneten-Versammlung und deren Vorsitzender. Von 1864 bis 1883 war er Mitglied der Braunschweigischen Landes-Versammlung und 1881 deren II. Präsident.
Von 1884 bis 1887 war er Mitglied des Deutschen Reichstags für den Reichstagswahlkreis Herzogtum Braunschweig 3 (Holzminden, Gandersheim) und die Deutsche Fortschrittspartei.